# Новосокољнички рејон
Новосокољнички рејон (рус. Новосокольнический район) административно-територијална је јединица другог нивоа и општински рејон смештен на југу Псковске области, односно на западу европског дела Руске Федерације.
Административни центар рејона је град Новосокољники.
Према проценама националне статистичке службе Русије за 2016. на територији рејона је живело 13.372 становника, или у просеку око 8,4 ст/км².

## Географија
Новосокољнички рејон смештен је у јужном делу Псковске области. Обухвата територију површине 1.616 км², и по том параметру налази се на 16. месту међу 24 рејона у области. Граничи се са територијама Невељског рејона на југу, на истоку је Великолушки, западу Пустошки, а на северу су Локњански и Бежанички рејон.
Највећи део територије Новосокољничког рејона налази се на подручју благо заталасаног моренског Бежаничког побрђа који уједно представља и хидролошко развође између сливова Великаје (у басену Нарве) на северозападу и западу и Ловата (у басену Неве) у остатку рејона. На северозападу рејона, на око 4 километра северно од језера Велики Вјаз налази се извор реке Великаје. Најзначајније реке у басену Ловата су Смердељ и Насва са Великим Удрајем.
Под шумама је нешто више од трећине рејонске територије.

## Историја
Новосокољнички рејон успостављен је 24. јула 1927. као општински рејон у границама тадашњег Великолушког округа Лењинградске области. Године 1929. постаје делом Западне области чији центар је био град Смоленск, а потом од 1935. и Калињинске области. Године 1944. успостављена је Великолушка област која је постојала до 1957. када је уједињена са остатком Псковске области.

## Демографија и административна подела
Према подацима са пописа становништва из 2010. на територији рејона је живело укупно 14.776 становника, док је према процени из 2016. ту живело 13.372 становника, или у просеку око 8,4 ст/км². По броју становника Новосокољнички рејон се са уделом у укупној популацији области од 2,07% налазио на 9. месту.
| 1959.  | 1970.  | 1979.  | 1989.  | 2002.  | 2010.  | 2016.   |
| ------ | ------ | ------ | ------ | ------ | ------ | ------- |
| 31.913 | 26.601 | 22.697 | 21.202 | 19.389 | 14.776 | 13.372* |

Напомена:* Према процени националне статистичке службе. 
Према подацима са пописа из 2010. на подручју рејона регистрована су укупно 274 села (од којих је њих 74 било без становника, а у 81 селу живело је мање од 5 становника). Рејон је административно подељен на 5 нижестепених општина, 4 руралне и једну градску. Административни центар рејона је град Новосокољники у коме живи нешто мање од 60% од укупне рејонске популације. Новосокољники је уједно и једино градско насеље у рејону.

## Саобраћај
Преко територије Новосокољничког рејона пролазе два важна железничка правца: Москва—Рига и Санкт Петербург—Језеришче−Витепск. Најважнији друмски правци су аутопут „М9 Балтија” Москва—Волоколамск—Рига и локални магистрални правац Шимск—Стараја Руса−Великије Луки—Невељ.